# Pseudocorchorus pusillus
Pseudocorchorus pusillus är en malvaväxtart som beskrevs av René Paul Raymond Capuron. Pseudocorchorus pusillus ingår i släktet Pseudocorchorus och familjen malvaväxter. Inga underarter finns listade i Catalogue of Life.